# Франкские диалекты
Фра́нкские диале́кты (нем. Fränkische Sprachen) — собирательное название для обозначение целой группы западногерманских языков и  диалектов, которые появились во времена Франкской империи. К франкским диалектам причисляют языки Нидерландов и африкаанс, которые восходят к нижнефранкским диалектам, диалекты западносредненемецкого пространства в составе средненемецких диалектов и два переходных диалекта от средне- к южнонемецким языкам — восточно- и южнофранкский.

## История развития

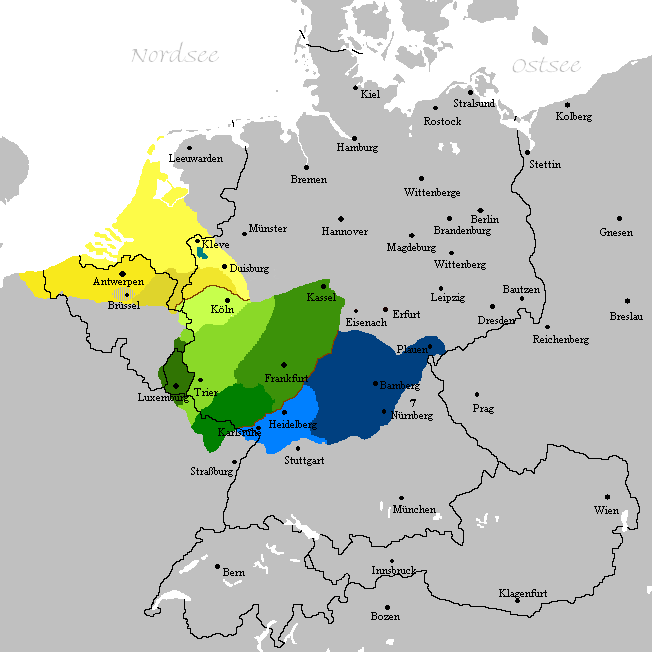
Распространение франкских диалектов: жёлтым цветом обозначены нижнефранкские диалекты, зелёным — франкские диалекты средненемецкого пространства, синим — южнонемецкие франкские диалекты

Франкские диалекты восходят к диалекту салических франков раннего средневековья. Согласно Ф. Энгельсу, самые первобытные формы можно увидеть в словарном запасе древних нижне- и среднефранских диалектов (рипуарские, мозельфранкские). Распространяясь дальше на юг, рейнфранкский и верхненемецкие франкские диалекты попали под сильное влияние алеманнского, а в случае с восточно-франскими диалектами — баварского диалекта. Например, франкская форма дифтонга uo (guot) вытесняет во второй половине IX века баварскую форму ö (göt) и алеманскую ua (guat). Они имеют больше общего с южными немецкими диалектами, чем с франскими диалектами среднего и южного Рейна, и поэтому они объединены в одну группу с верхненемецкими диалектами. Причина также в том, что эти регионы были заселены до франкского завоевания и колонизации алеманнскими и баварскими поселенцами, а также другими остатками мигрировавшего населения, которых при попытке вступить во Франкскую империю не только не выгнали, но даже наоборот приняли. Таким образом, на происхождение франкского диалекта повлияли смешанные верхненемецкие диалекты новых франкских поселенцев и порабощённых старых, швебов и эльбских германцев.
Широкое распространение франкского диалекта показывает его значение для формирования общего немецкого языка. Под властью франков была сформирована средневековая немецкая политическая система, возник общий деловой язык между различными племенными территориями. Франки были теми, кто объединил все восточные области империи, населённые западнонемецкими крупными племенами, заложив тем самым основу для развития немецкой нации. В настоящее время на той территории, которую населяли франки, проживают также саксы (то есть они проживают не только в Саксонии), баварцы, алеманы, гессы и тюрингцы (они почти потеряли свой оригинальный язык). Эти народы переняли элементы франкского языка и оказали обратное влияние на него далеко за пределами его распространения.
Так как во франкском языке появилось множество смешанных диалектов, он потерял своё единство. Продвигающееся с юга второе передвижение согласных, начавшееся в VI веке, выделило из прежде цельной языковой общности диалектные регионы с различными особенностями согласных. Это привело к распаду франкского диалекта на нижненемецкий, средненемецкий и верхненемецкий варианты. Такое разделение, особенно между средне- и нижненемецким, ничего не говорит о родственных отношениях соответствующих диалектов на границах областей. Данная структура выполнена строго в соответствии с особенностями звуков, в то время как лексика в средне- и нижнефранкских диалектах и сегодня во многом схожа. Пребывание на северо-востоке франков запечатлелось не только в языке, но и в местных названиях, таких как: Frankenfeld, Frankental, Fleming, Flemendorf и т. д.

## Классификация

### Нижнефранкский диалект
- Нидерландские языки (Нидерланды, Бельгия, Франция, Северный Рейн-Вестфалия):
  - Фламандский (Flämisch) и брабантский (Brabantisch) (Антверпен, Брюссель, южные Нидерланды, регион Нор — Па-де-Кале во Франции)
  - Пелла-голландский (Pella-Dutch) (Американский штат Айова)
  - Африкаанс, который развился из раннего нидерландского языка. Сейчас на нём говорят в Южной Африке
- Южно-нижненемецкий (Нидерланды, северо-восточная Бельгия, Северный Рейн—Вестфалия):
- Клеверландский (Kleverländisch) (Восточные Нидерланды, немецкая часть нижнего течения Рейна)
- Лимбургский (Limburgisch) (В нидерландском и бельгийском Лимбурге, севернее Ахена, Мёнхенгладбаха и Дюссельдорфа) находится южнее линии Урдингена.

### Средненемецкий франкский
- Среднефранкский:
  - Рипуарский (Ripuarisch) (Большая территория Кёльн — Бонн — Аахен, Бергиш-Гладбах, Леверкузен, нижнее течение реки Зиг и южная Горная земля, часть Нордэйфеля и местность до Нейенара (Рейнланд-Пфальц), северная немецко-восточная Бельгия, в Голландии города Керкраде, Бохольт и Ваалс).
  - Мозельфранкский (Moselfränkisch) (на севере и западе Рейнланд-Пфальц, на северо-западе Заарланда, на севере гор Хунсрюк, в районе Мозеля во Франции (Лотарингия), в южнонемецкой — восточно-бельгийской области, в горах Эйфель и Вестервальд, а также в Зигерланде.
  - Люксембургский (Lëtzebuergesch) (Люксембург, Бельгия и Лотарингия во Франции)

В среднефранкских диалектах второе передвижение согласных распространилось ещё не так широко, как, например, в рейнфранских. t и k в конце слова (wat / was, ik / ich), p в начале и конце слова (pan / Pfanne, op / auf) остались неизменными. Литературное немецкое «переднее» ch (/ç/), напротив, произносится почти во всей рейнской области как sch (ʃ).
- Рейнфранкский:
  - Пфальцский (Pfälzisch) (Юг Рейнланд-Пфальц, на юге гор Хунсрюк, на юге и востоке Заарланда — из-за лёгкого носового произношения этот диалект называют заарландским, в Эльзасе и районе Мозеля во Франции, в графстве Курпфальц в Баден-Вюртемберге, в Гессене и западной части гор Оденвальд (Курпфальцкие диалекты). Сюда же относится Пенсильванский (Pennsilfaanisch) — на нём говорят в американских штатах Пенсильвания, Огайо, Индиана; в канадской провинции Онтарио.
  - Рейнскогессенский (Rheinhessisch) (Рейнская часть Гессена, в гессенском местечке Рейнгау и вокруг города Висбаден)
  - Гессенский (Hessisch). Данный диалект распадается на несколько ветвей, которые на всё широком ареале обнаруживают многочисленные особенности. Южно-гессенский (от Дармштадта на севере до баварского Ашаффенбурга на востоке включительно) — единственный гессенский диалект, сохранивший рейнфранский неизменным. В среднегессенском (вокруг Марбурга и Гиссена) сохранилось множество архаизмов, таких, как дифтонгизация долгих гласных (lieb-läib или Kuh-Kou). Нижне- и северогессенские (вокруг Касселя и Бад-Херсфельда), восточно-гессенские (около реки Фульды) диалекты граничат с восточно-фракскими и являются гессинско-восточнофранкско-тюрингским смешением диалектов. Северо-западнее Касселя, проходит граница между франкским и саксонским диалектом, частично там говорят на нижненемецком или вестфальском диалекте.

В рейнскофранском второе передвижение согласных произошло почти в той же степени, что и в литературном немецком. Только p в начале слова так и не претерпел изменений (Pund / Pfund, Peffer / Pfeffer). Типичным для пфальцского и соседних диалектов является алеманнская š перед согласными в конце слова (fascht, Poscht, Kaschte[n]). Это явление встречается и в южно-франкском.

### Южнонемецкий франкский
- Восточнофранкский (Ostfränkisch). Появился из слияния франкского, тюрингского и баварского диалектов, их племена встретились друг с другом в области Майна и поселились вместе. На восточнофранкском говорят во франкской части Баварии, границу с баварским образуют горы Фихтель, река Альтмюль и южные и средние Франкские горы. Граница с гессенским проходит через горы Шпессарт. В Баден-Вюртемберге говорят на этом диалекте в области Гогенлоэской долины и по берегам реки Таубер. Кроме того, на восточнофранкском говорят во всей южной Тюрингии, во всей южной части гор Рён и в саксонском Фогтланде и Рудных горах. В обиходе восточнофранкский сегодня называют просто франкским.

Южно-франкский (Südfränkisch). Он является группой неоднородных переходных диалектов северного Баден-Вюртемберга, на границе верхне- и средненемецкого языкового пространства. Они возникли в напряжённой области между швабско-аллеманским, рейнфранкским и восточнофранкским диалектами. Различные наречия сегодня узко ограничены и употребляются вокруг таких центров, как Карлсруэ, Пфорцхайм, Хайльбронн и Крайхгау. В долине реки Энц южнее Пфорцхайма, где сталкиваются франкский и швабский, разговаривают на энцфранкском (Enztalfränkisch) и энцшвабском (Enztalschwäbisch) (встречаются оба наименования). Раньше эта область была целиком франкская, частью раннесредневекового Франкского королевства. Диалекты вокруг Мосбаха и Бухена также причисляются к южнофранкской группе.
В восточно- и южнофранкском диалектах второе передвижение согласных прошло в той же мере, что и литературном немецком языке, поэтому их и причисляют к верхненемецким диалектам, за исключением согласного b, который в южнофранкском всё ещё сохранился как w (haben — hawwe; hinüber — ’niewer; schreiben — schreiwe). По состоянию гласных они, как правило, имеют черты средненемецких диалектов, однако на периферии частично имеется дифтонгирование гласных.